# گریگور میناسیان
گریگور میناسیان (ارمنی: Գրիգոր Մինասյան؛ زادهٔ ۲۳ دسامبر ۱۹۸۳) یک سیاستمدار، حقوق‌دان اهل ارمنستان است که از تاریخ ۲۶ دسامبر ۲۰۲۲ تا تاریخ ۲ اکتبر ۲۰۲۴ در دولت سوم نیکول پاشینیان سمت وزارت دادگستری را برعهده داشت.

## زندگی‌نامه
در ۲۳ دسامبر ۱۹۸۳ در ایروان به دنیا آمد . وی برادر میکائیل میناسیان می‌باشد. 